# Apatura obscuremoriei
Apatura obscuremoriei är en fjärilsart som beskrevs av Le Moult 1947. Apatura obscuremoriei ingår i släktet Apatura och familjen praktfjärilar. Inga underarter finns listade i Catalogue of Life.